# Rebelde Way
Rebelde Way é uma telenovela argentina produzida pela produtora Cris Morena Group e Yair Dori International (a atual Dori Media Group), transmitida originalmente pelo Canal 9 e América e exibida de 27 de maio de 2002 a 18 de dezembro de 2003. Seu formato original é negociado mundialmente pela produtora Cris Morena Group e Dori Media Group.
Idealizada por Cris Morena, também autora de êxitos como Chiquititas e Floricienta, a série foi dirigida por ela mesma, junto com Martín Mariani e Mauro Scandolari e escrita por ela e Patricia Maldonado, com a colaboração de Gloria Leguizamón, Norberto Lewin, Andrea Martínez e Maque Lagos.
Conta a história de adolescentes de diferentes classes sociais que convivem em um exclusivo colégio de classe alta. Eles superam suas diferenças, conflitos e indecisões para superar os típicos problemas dos jovens, como: drogas, sexo, preconceitos e claro, o típico relacionamento entre pais e filhos. Protagonizados por jovens entre 14 e 18 anos, a história tem como pano de fundo, o famoso Elite Way School, na cidade de Buenos Aires.
A novela originou o filme Erreway: 4 Caminos, assistido por mais 80 mil espectadores nos cinemas argentinos. 
Rebelde Way foi uma ideia original que inspirou adaptações de bastante sucesso, nas versões mexicana, indiana, portuguesa, chilena e brasileira.
A novela chegou a ter pilotos gravados no Brasil em 2003, por uma produtora a pedido do SBT, o que não seguiu a diante. Entre os primeiros escolhidos para os papéis principais, estavam Marco Pigossi, Marisol Ribeiro e o ator e dublador Fábio Lucindo.

## Sinopse

### Primeira temporada
O Elite Way School é um colégio de Ensino Médio, cuja fama vai além das fronteiras da Argentina. Historicamente vindo de um elevado nível de formação cultural e social é composto por alunos educados e em sua maior parte, vindos da classe mais alta do país, todos eles, filhos de empresários e políticos. Existem ainda os alunos de recurso econômico baixo, que concorrem nas famosas bolsas de estudos.
Cada um deles traz consigo, uma bagagem cheia de pensamentos e desilusões. Todos estão passando pelas típicas crises da adolescência e a difícil relação entre seus pais, e alguns mais marcados do que outros. Sem o incentivo que merecem, eles prosseguem suas vidas sempre de cabeça erguida, para cumprir os seus sonhos, para cicatrizar suas feridas e para continuar o processo de crescer e transformar-se em pessoas com ideias e personalidades próprias.
Há anos funciona dentro do colégio, um grupo de elite (La Logia), que atua as escondidas e tem o dever de conseguir que nenhum pobretão estude no colégio. Com isso, eles mantêm a pureza e a integridade dos alunos ricos. Neste ambiente elitista e conservador, os alunos devem prosseguir sua adolescência, estimulados a reprimir seus impulsos, assim mantendo sempre a "elite" conservada.
A história começa quando os novos alunos do terceiro ano (a ponto de começar) conhecem os seus novos companheiros. Eles vão para um clube de férias do colégio, na hora, acontecem às afinidades e desavenças que marcarão o ano, sendo assim, um dos mais difíceis da história. O sistema começa a cair, com a chegada dos novos alunos e de Santiago Mansilla, um ex-pobretão e ex-aluno que volta ao colégio como professor. Ele terá um papel fundamental no crescimento destes jovens, cuja maior rebeldia será lutar para que deixem ser eles mesmos. Quatro fortes personalidades se destacaram como líderes e vão acabar se juntando este ano, obrigando o resto a apoiá-los, são eles: Mía, Manuel, Marizza e Pablo. Mesmo que sejam de personalidades completamente diferentes, um dia eles vão descobrir que apesar das diferenças, eles têm algo em comum: o amor pela música.
No princípio, eles levam na brincadeira, mas logo acabam formando uma banda musical, Erreway. Mesmo com a má-vontade de seus pais, eles vão lutar pela continuação do grupo e decidir se seguem neste sonho ou se constroem seu próprio caminho.
Eles se rebelam porque sabem do que realmente gostam, tem seus objetivos e lutam para conseguir ser eles mesmos.

### Segunda temporada
Um verão cheio de aventuras e amor, nossos rebeldes devem começar um novo ano no Elite Way. Mía e Manuel descobrirão que por trás deste mágico verão, voltar à realidade do colégio pode se transformar num pesadelo. Suas diferenças vão marcar mais ainda que seu amor e terão que lutar contra todos e sobre tudo, contra eles mesmos se quiserem conservá-lo. Marizza e Pablo continuarão com sua "guerra amorosa" e vão estar ficando de amor em amor… cada vez mais distante daquilo que realmente importa… ou não? Será que haverá tempo de mudar isso?
As famílias de nossos amigos vão se deparar com um montão de surpresas. Além disso o Elite Way School receberá novos alunos, alguns geniais e outros nem tanto.
Laura é a perfeita bolsista. Sua vida é a mais perfeita de todas. Com ela também chega Lola, a ovelha negra da família. Bianca, será sua melhor amiga e a que possivelmente vaidar mais o que falar… Sol, aspirante a uma futura modelo, bonita e sedutora. Ela vai se tornar a pior inimiga de Mia.
Entre os meninos chega Francisco, um garoto do interior que não é um bom estudante mas que conseguiu uma bolsa por ser um grande atleta. Sexy e sedutor, vai se tornar um "troféu" a ser conquistado pelas garotas. Rocco, por sua parte, vem para romper. O mais "alternativo" de todos e sempre está por cima dos demais. Ele não será muito bem visto.
Também chega dois novos professores, Martín, que vai se tornar em um aliado e amigo. Tem também Carmen Menéndez, ex-aluna que vem disposta a se vingar das "bonitas e populares" que durante muito tempo arruinaram sua vida quando estudava no Elite Way.
4º ano. É tempo de mudanças, de grandes confissões, decisões e confusões…

## Elenco
Os protagonistas
| Intérprete       | Personagem               |
| ---------------- | ------------------------ |
| Luisana Lopilato | Mia Colucci Cáceres      |
| Camila Bordonaba | Marizza Pia Spirito Rey  |
| Benjamin Rojas   | Pablo Roberto Bustamante |
| Felipe Colombo   | Manuel Aguirre           |

Elenco Adulto
| Intérprete         | Personagem          |
| ------------------ | ------------------- |
| Martin Seefeld     | Franco Colucci      |
| Catherine Fulop    | Sonia Rey           |
| Boy Olmi           | Sergio Bustamante   |
| Arturo Bonin       | Marcel Dunoff       |
| Paula Pourtale     | Mora Bustamante     |
| Susana Ortiz       | Sandra Fernandéz    |
| Fernan Mirás       | Santiago Mansilla   |
| Pablo Heredia      | Blas Heredia        |
| Carolina Vespa     | Claudia Dunoff      |
| Viviana Sáez       | Gloria Salazar      |
| Juan Ponce de León | Mauro               |
| Hilda Bernard      | Hilda Acosta        |
| Malena Solda       | Renata Miguens      |
| Aldo Pastur        | Gustavo Aguilar     |
| Óscar González Oro | Hilario             |
| Mirta Wons         | Monica (Michi)      |
| Fabian Mazzei      | Andrés              |
| María Rojí         | Gloria              |
| Tomy Dunster       | Luca Colucci        |
| Adolfo Yanelli     | Ernesto Provenza    |
| Irene Almus        | Ayerza              |
| Adriana Salonia    | Mercedes Leguizamón |
| Coni Mariño        | Dolores Mitre       |
| Héctor Malamud     | Cosme Lassen        |
| Sabrina Garciarena | Luz Leguizamón      |
| Marcelo Alfaro     | Fabrizio Spiritto   |
| Carolina Ardohain  | Lulú                |
| Agustina Dantiacq  | Paula Ríos          |
| Antonio Caride     | Felix Ezcurra       |

O elenco joven
| Ator                 | Personagem                |
| -------------------- | ------------------------- |
| Agustín Sierra       | Ignacio (Nacho)           |
| Georgina Mollo       | Luna Fernandéz            |
| Diego Mesaglio       | Guido Lassen              |
| Micaela Vázquez      | Pilar Dunoff              |
| Jorge Maggio         | Tomas Ezcurra             |
| Angeles Balbiani     | Felicitas Mitre           |
| Diego_Garcia         | Marcos Aguilar            |
| Victoria Maurette    | Victoria Paz Cantú (Vico) |
| Gastón Grande        | Joaquín Arias Parrondo    |
| Jazmin Beccar Varela | Luján Liñares             |
| Guillermo Santa Cruz | Nicolás "Nico" Provenza   |
| Belén Scalella       | Belén Menendéz Pacheco    |
| Juan Manuel Guilera  | Juan                      |
| Nadia di Cello       | Flor Fernandéz            |

A partir da segunda temporada
| Ator                 | Personagem                      |
| -------------------- | ------------------------------- |
| Inés Palombo         | Sol Rivarola                    |
| Diego Child          | Diego Urcola de los Santos      |
| Debora Cuenca        | Bianca Hurtado Abril            |
| Francisco Bass       | Francisco "Fran" Blanco Ezcurra |
| Rubén Green          | Mauricio Speitzer               |
| Lis Moreno           | Dolores "Lola" Arregui          |
| Maria Fernanda Neil  | Fernanda Peralta Ramos Byron    |
| Mariana Seligmann    | Laura Arregui                   |
| Mariano Bertolini    | Javier Alanis                   |
| Paola Sallustro      | Agustina Lauman                 |
| Piru Saenz           | Rocco Fuentes Echagüe           |
| Gimena Accardi       | Sabrina Guzmán                  |
| Miguel Ángel Cerutti | Octavio / Martín Andrade        |
| Patricia Viggiano    | Natália Cáceres                 |
| Daniela Bordonaba    | Maria de Jesus                  |
| Esteban Perez        | Simón                           |
| Niiz Stenzel         | Veronica Farro                  |
| Daniela Nirenberg    | Tatiana                         |
| Darío Lopilato       | Cholo                           |
| Nicolas Maiques      | Maximo Cambert                  |
| Christian Sancho     | "Professor de Espanhol"         |
| Federico D`Elia      | Prof. Miranda                   |
| Roberto Antier       | "Professor de Ginástica"        |
| Patricia Rozas       | Andrea de Aguilar               |
| Fabio Aste           | Dr. Oliver                      |
| Alex Benn            | Julián                          |
| Marcelo Melingo      | Carlos Velásquez                |

## Personagens

### Personagens jovens
em ordem alfabética
- Maria José Lauman - Temporada 2 - 14 anos. Nova aluna, amiga de Lola. Se apaixona por Guillermo. Foi namorada de Guillermo e Diego. Seu pai vende carros alemães.
- Annabele Agost - 14 anos. Amiga de Luna. Se torna muito amiga de Bianca e Lola a partir da segunda temporada.
- Belén Menendez Pacheco - Temporada 2 - 15 anos. Amiga de Fernanda que se une ao Top Group para desbancar Mia.
- Bianca - Temporada 2 - 14 anos. É uma nova aluna, melhor amiga de Lola. Faz sempre o que ela diz. Se apaixona intensamente por Rocco.
- Diego Urcola - Temporada 2 - 16 anos. É um novo aluno. É de boa família e se apaixona por Marizza.
- Felicitas Mitre - 16 anos. É uma grande amiga de Mia. Sensível, sonhadora e meiga. Sente-se um pouco excluída, por ser gorda porém vê Mia como uma grande amiga. Ela se apaixona perdidamente por Manuel e acaba cometendo loucuras por causa do mexicano.
- Fernanda Peralta Ramos Byron  - 16 anos. É colega de quarto de Marizza, Luna e Luján. Ela é uma menina rica, na segunda temporada se tornou parte da nobreza da Inglaterra porque sua mãe se casou com um aristocrata. Ela namorou Tomás, Guido, Marcos e flertou com Manuel. Tenta imitar em tudo as populares.
- Francisco "Fran" Blanco - Temporada 2 - Primo de Tomás. É muito bom em esportes e gosta de Laura. Bonito, e entrará no Elite Way a partir do 4º ano.
- Guillermo Lassen - 16 anos. É o mais novo-rico do pedaço. Seus pais, que eram pobres, o colocam no colégio mais rico do país. Apesar disso, ele tem vergonha de sua origem e acaba se juntando a "La Logia", pelo medo de ser excluído pelos demais. Volta a ser pobre na 2ª temporada.
- Javier Alanis - Temporada 2 - 16 anos. é um novo aluno, o meio-irmão de Pablo. Tenta conquistar Marizza.
- Joaquín Arias Parrondo -Na primeira temporada, ele é o novo aluno no Elite Way School. Mais tarde, ele fez amizade com outros alunos da escola, e teve um relacionamento com Marizza e Mia ao mesmo tempo. Ele também saiu com Pilar. Ele veio de uma família rica e é bom em esportes, especialmente asa delta. No entanto, foi odiado por muitos dos alunos devido a seus atos arrogantes. Ele também estava envolvido uma vez em um incidente de drogas e foi expulso do Elite Way School.
- Josivaldo Garcia - 16 anos. Amigo de Pablo. A partir da segunda temporada, se torna mais amigo de Javier.
- Laura Arregui - Temporada 2 - 16 anos. É uma nova aluna. Todos os professores a adoram, se veste bem e é a melhor amiga de Marizza. Sua irmã, Lola, a odeia por ela ser muito "perfeita". Mantém em segredo o fato de sua irmã ser adotada. Os problemas só aumentam quando se apaixona por Fran, o amor da irmã.
- Lola Arregui - Temporada 2 - 14 anos. É uma nova aluna, irmã mais nova de Laura. Seus pais querem que ela seja como sua irmã mais velha, o que a deixa brava. É apaixonada por Fran e sempre pensa que ele quer algo com ela.
- Lujan Linares - 16 anos. É amiga de Marizza e Luna. Se destaca pela personalidade forte e frontal. Órfã que foi adotada por um homem rico, o qual ela não conhece. Se apaixona pela primeira vez por Marcos.
- Luna Fernández - 14 anos. É amiga de Marizza e Mia. É bolsista e nova na escola. Uma menina tranquila e muito boa, não gosta de brigas e muito menos da violência. Tem uma irmã autista e por isso sua mãe não a trata tão bem e nem a apóia muito. Apoiada e amada pela tia Sandra, entrará para colégio graças a ela. Permanece apenas na 1ª temporada.
- Manuel Aguirre - 17 anos. É um "azteca mexicano", como Mia costuma chamá-lo. Veio do México para Buenos Aires, com um único propósito, vingar a morte de seu pai com "um tal Colucci". Quando chega se apaixona por Mia. Entra para o colégio como bolsista. Se juntará a banda Erreway.
- Marcos Aguilar - 15 anos. É um menino "nerd", sofre de asma e muda seu visual quando se apaixona por Luján. A mãe, que o odeia, o culpa pela morte de seu irmão e acaba parando num manicomio. Enquanto pai o incentiva em tudo.
- Marizza (Spirito/Andrade) Rey - 15 anos. É filha de Sonia Rey, uma dançarina vedete famosa. É contra as injustiças e luta com quem seja para defender seus amigos, odeia as pessoas convencidas e que acreditam nisso pelo dinheiro que tem, por isso quando chega ao colégio tem certa rivalidade com Pablo Bustamante (a quem chama "He-man trucho"), que segundo ela é "a síntese de seu ódio", mas depois de conhecê-lo melhor se dá conta de que o comportamento de Pablo é mais que tudo pela atitude de seu pai e começa a se apaixonar por ele. Suas melhores amigas são Luna Fernández, Lujan Linares e Laura Arregui. No início não se dava bem com Mia mas, pouco a pouco, se vão conhecendo melhor e apesar de suas brigas se convertem em grandes amigas e meias irmãs. Ama a música e a dança. Foi namorada de Joaquín (que se deu conta que ele saia com Mia também e terminaram), Marcos (foi uma invenção de Lujan), Simón, Iván, Diego, Javier e Pablo. Se juntará a banda Erreway.
- Maurício Speitzer  — Temporada 2 - 17 anos. É um riquinho mimado e insuportável. Guarda dois segredos: seus pais são separados e já reprovou um ano, pois suas notas são um horror, e não sabe como conseguiu a vaga. Apronta algo com Sol que quase o leva a expulsão, por isso seus pais resolvem tirá-lo do colégio e o levam para uma viagem familiar.
- Mia Colucci - 15 anos. A patricinha rica, é a menina mais popular do 3º/4ºano e de todo o colégio. É bonita e vaidosa, gosta de deixar todas as meninas do colégio na moda. Vive uma relação de amor e ódio com Manuel, por quem é apaixonada e namora depois. Filha de Franco Colucci, Mia sonha em saber como sua mãe era antes de "morrer". Sua pior inimiga é Sol Rivarola com quem tem várias brigas na 2ª temporada. Seu pai guarda um grande segredo: sua mãe Marina Cáceres está viva.  Mía teve relações com Joaquín (ex-namorado, que namorou com ela e Marizza ao mesmo tempo), Guido (ex-namorado), Fran (ex-namorado pra fazer ciúmes em Manuel) e Blas (ex-namorado). Se juntará a banda Erreway.
- Nacho (Ignacio) - Um garoto de rua adotado por Marizza. Será o pivô de muitas confusões.
- Nico Provenza - 16 anos. Entra para o Elite Way através das concorridas bolsas junto com Manuel e Luna. Ele esconde que é judeu com medo de represálias, e por ser um "becalo" (bolsista em castelhano), sofrerá muito nas mãos da "La Logia". Nico se apaixona por Luna e os dois acabam se casando, mesmo contra a vontade de sua mãe. Apesar do pai trabalhar para o pai da futura noiva de Nico e enfrentar problemas de saúde, o apóia na decisão.
- Pablo Bustamante - 15 anos. É herdeiro do político Sergio Bustamante. O pai o obriga a seguir com a carreira política. Devido as rebeldias, Sérgio quer tirar Pablo do Elite Way e colocá-lo no colégio militar. Mora, sua mãe, vai embora de casa com a condição de Pablo continuar no atual colégio. Bonito e rico,  Pablo é o menino mais popular do colégio e é desejado por todas meninas do Elite Way. Ama a música, mas teme que seu pai descubra seu segredo. Briga sempre com Marizza para chamar a atenção da garota, pois está totalmente apaixonado por ela. Se juntará a banda Erreway.
- Pilar Dunoff - 15 anos. É a filha do diretor. É uma menina rancorosa, vingativa e odiosa. Tem amigos, mas os trata como se fossem nada. Adora ver os "metidos" do colégio se darem mal.
- Rocco Fuentes - Temporada 2 - 16 anos. É um novo aluno. É um roqueiro que passa seu tempo filmando os outros alunos com sua câmera de mão. Não gosta de ser um menino sensível, e tem dúvidas quanto a sua sexualidade, mas acaba namorando com a Vico.
- Sol Rivarola - Temporada 2 - 15 anos. É uma nova aluna rica que quer ser modelo. É a pior inimiga de Mia Colucci e forma um grupo com Pilar, Fernanda e Belén, o "Top Group", que se desfaz em pouco tempo, porque uma não agüenta mais a outra. Somente Fernanda continua a ser amiga de Sol.
- Tomás Ezcurra - 15 anos. É um menino simpático. É o melhor amigo de Pablo e está sempre com ele. Maltrata muito os não-populares. Se envolve com Vico, mas cairá nos braços de Pilar.
- Victoria Paz (Vico) - 16 anos. É a melhor amiga de Mia. Mia gosta de dizer que Vico é seu "projeto mais bem sucedido". É bolsista e a menina mais popular do Elite Way por ficar com todos os garotos do colégio. É filha de pais separados e sofre muito com isso. Seu pai é um alcoólatra e sua mãe a expulsou de casa. Na 2ª temporada começa a namorar Rocco. Se preucupa com a sua condição social. Ela namorou Pablo, Tomás, Manuel, Joaquín e Guido, e no final com Rocco.
- Veronica Farro - 16 anos. É amiga de Sol, se envolve com Pablo e odeia Mia. Será o pivô das brigas de Pablo e Mia.

### Personagens adultas
em ordem alfabética
- Ayerza - É uma das professoras do Elite Way.
- Blas Heredia - Inspetor do colégio, é um homem misterioso que desde o primeiro instante atormenta a vida de Luján. Chega a ter um envolvimento com Mia, naturalmente desaprovado por Franco.
- Franco Colucci - Renomado empresário da moda, é um homem atarefado que tem o mordomo Peter como o seu fiel escudeiro. Teve problemas com o restante da família no passado ao se envolver com Marina, uma cantora de rock. Oculta de Mia fotos e informações sobre sua mãe. É elegante, reservado e solitário.
- Gloria - Secretária de Marcel. Por trás da figura rígida que ela assume com os alunos, há sonhos e o desejo de ter um grande amor, já que ela não é feliz sendo solteira. No fundo gosta muito dos estudantes do colégio, assim como eles gostam dela.
- Hilda Acosta - Professora de história do 3º/4º ano. A sua face de bruxa combina com o autoritarismo dela. Impõe aos alunos o que ela aprendeu no passado, sem o direito de expressar os pensamentos e sentimentos. É, no início da história, uma mulher reservada e preconceituosa.
- Maria Jesus - Professora bonita e atraente da 2ª temporada. Por ter problemas financeiros e por "ficar" com Andrés, acaba morando na casa de Franco Colucci. Após recuperar-se financeiramente, ela se muda e começa a se aproximar de Otávio, professor de artes do Elite Way.
- Marcel Dunoff - Pai de Pilar e o diretor da escola. Tão imaturo quanto os alunos. Não se dá bem com Santiago. Preocupado em manter seu status e o da escola, esconderá de todas as formas tudo que pode prejudicar a imagem do Elite Way, inclusive "La Logia".
- Mora Bustamante - Mulher de Sergio e mãe de Pablo. Ao contrário do pai, Mora é amada pelo filho. Tudo que faz é pensando no futuro dele. Acaba tendo de fugir para a Europa.
- Sandra Fernandez - Tia de Luna. Deseja que sua sobrinha tenha um futuro mais promissor do que ela, já que Sandra foi prostituta no passado. Ela acaba se tornando mais mãe do que a verdadeira mãe de Luna. Para sempre ficar próxima de Luna, Sandra acaba comprando o bar do colégio.
- Santiago Mansilla - O professor de ética da escola. É quem sempre resolve os problemas de todos. Muito adorado pelos alunos, Santiago é um antigo bolsista do Elite Way, que volta para mostrar a verdadeira realidade do mundo. Terá um flerte com a professora de dança, Lulu, e com a esposa de Marcel.
- Sergio Bustamante - Político, arrogante e autoritário. Sua criação fez com que se tornasse o tipo de ser machista à moda antiga. É um político muito ambicioso.
- Sonia Rey - Mãe de Marizza. Sonia é uma vedete conhecida em todo o país. Teve sua filha ainda muito nova e por isso mesmo nunca teve sucesso na relação "mãe e filha". Antes da fama, tinha um caso com Dunoff, o diretor do colégio. Esconde da filha um segredo.

## Repercussão
A produção foi ao ar logo depois de uma das piores crises econômicas da Argentina. A primeira temporada de Rebelde Way foi exibida pelo Canal 9 e logo se tornou o programa de maior audiência do canal durante todo o ano.
Como todos os produtos de Cris Morena, Rebelde Way nasceu desde o princípio como a conjunção de várias expressões artística audiovisuais. O programa de televisão foi só uma das expressões do fenômeno Rebelde Way. Da novela nasceu um grupo musical Erreway com os protagonistas. O primeiro CD foi Disco de Ouro e Platina, depois de vender mais de 120.000 cópias, somente na Argentina. Uma série de recitais em um dos maiores teatros de Buenos Aires, com lotação esgotada nas quinze apresentações realizadas. Uma aliança com Editoral Atlántida (a editora mais importante da Argentina e com nome reconhecido mundialmente) possibilitou a edição da Revista Rebelde Way, com uma tiragem mensal de 40.000 exemplares.
A gestão de vendas da Telefe Internacional começou a dar seus frutos e venderam os direitos para transmitir Rebelde Way para mais de 30 países em todo o mundo, entre eles: Uruguai, Bolívia, Chile, Costa Rica, República Dominicana, Equador, Guatemala, Honduras, Indonésia, Israel, Nicarágua, Paraguai, Peru, Romênia, Turquia, Ucrânia, Cazaquistão, Grécia, Macedônia, Sérvia, Montenegro, Bósnia e Herzegovina, Kosovo, Estados Unidos, México, Albânia e Espanha.
O programa em Israel, que se transmitia desde o final de 2002, teve um sensacional sucesso e se converteu em um fenômeno sem precendentes. Esta consagração abriu outros mercados sobre tudo a Europa Oriental. Em Abril de 2003, uma delegação de mais de 50 pessoas, entre artistas e técnicos, viajaram para Tel Aviv, a fim de montar um espetáculo ao vivo, que foi presenciado por mais de 140.000 espectadores em 10 dias. O formato de negócios idealizado para Argentina, se repetiu em Israel, através da venda de discos, revistas e merchandising.
Em meados de 2003, o Canal 9, já enfrentava uma crise financeira e não conseguiu honrar os pagamentos para os produtores de Rebelde Way. Cris Morena afirmou que não havia recebido os pagamentos da emissora desde março, porém a emissora seguia transmitindo a novela em sua programação. Em 22 de maio de 2003, Cris e Yair Dori entraram num acordo com os diretores da emissora e decidiram encerrar o ciclo de Rincón de Luz e Rebelde Way, no dia 30 de junho. Os produtores seguiram gravando nos estúdios utilizados pelo Canal 9, até realizar a mudança para os Estúdios Pampa. Enquanto a mudança era realizada, o elenco e a equipe de Rebelde Way viajaram para Bariloche, para gravar mais alguns capítulos que seriam exibidos na estreia da América TV, que aconteceu em 29 de julho de 2003 e seguiu no ar, até o último capítulo em 12 de dezembro de 2003.
Paralelamente e acompanhado do sucesso do programa, se abriram novos mercados na América Latina. O primeiro disco de Erreway, "Señales" foi vendido para Uruguai, Paraguai, Equador, Peru e República Dominicana e no final do ano, o grupo realizou uma turnê por estes países que incluíam 10 apresentações com vendagens esgotadas de ingressos.
Enquanto isso, na Argentina, era lançado o segundo CD do Erreway "Tiempo" e a banda voltou a se apresentar no Gran Rex e nas cidades mais importantes do país: Buenos Aires, Rosario, Córdoba, Mendoza, San Juán, Tucumán, Neuquén, La Plata, Santa Fé, Mar del Plata, Junín, Chivilcoy, Bahía Blanca, San Miguel, San Nicolás.
Warner Bros. Consumer Products tomou uma "master license" (dono das licenças), a nível mundial para comercializar ambos os produtos.
Por último, Rebelde Way, teve seu final depois de 318 capítulos produzidos junto de um longa-metragem chamado Erreway: 4 Caminos, produzido em parceria com RGB Entertainment, filmada com as melhores e mais quentes paisagens do nordeste argentino.
Os direitos do projeto Rebelde Way foram vendido para vários países. A primeira versão foi adaptada por um canal na Índia que recebeu o nome de Remix. Logo, também foi adaptada para México, com nome de Rebelde, produzida pela Televisa. Foi a versão de maior sucesso. Houve também um piloto de uma versão da novela produzido no Brasil, mas não chegou a ir para o ar. Foi feita também uma versão portuguesa de mesmo nome, no ano 2008 que levou o título de Rebelde Way e foi produzido pela SIC e exibida em todo o mundo pelo sinal internacional do canal lusitano, mas teve apenas uma temporada. Também teve uma versão no Chile, na qual os direitos foram adquiridos em 2006, CRZ Corazón Rebelde foi produzida pelo Canal 13 de agosto de a dezembro de 2009. E de março de 2011 a outubro de 2012, a Record exibiu a versão brasileira em produção com a Televisa, intitulada Rebelde, assim como a versão mexicana, tendo duas temporadas.
Em Israel, a continuação do sucesso e a transmissão do segundo ano, gerou uma nova turnê para apresentação de shows ao vivo.
Em 2004, Erreway lança seu terceiro disco na Argentina: "Memoria", além da estréia do filme, Erreway: 4 Caminos que reuniu os quatro protagonistas da novela.
No fim deste mesmo ano, os 4 protagonistas decidiram se separar e cada um seguir seu caminho.
Apesar do fim da banda, na Espanha eles são um verdadeiro fenômeno consolidado. Por lá, a novela foi exibida em 3 canais ao mesmo tempo e suas temporadas já foram repetidas várias vezes. O sucesso fez com que fosse lançado recentemente um vários CDs, incluindo um inédito ao vivo. Estes álbuns renderam mais de 120 mil cópias, somente na Espanha. Além de todo merchandising que antes estava presente na Argentina, foi transferido para aquele país.

### Prêmios
| Prêmios                                      | Categoria               | Resultado | Ano  |
| -------------------------------------------- | ----------------------- | --------- | ---- |
| Martín Fierro                                | Melhor telenovela       | Indicado  | 2003 |
| INTE - Industria de la Televisión en Español | Programa juvenil do ano | Ganhador  | 2003 |

## Canções
- A maioria das canções da telenovela Rebelde Way foram interpretadas pelos quatro protagonistas da trama. Através da banda Erreway, foram lançadas dois cds entre 2002 e 2003, período de exibição da novela.
- As trilhas foram compostas por Maria Cristina de Giácomi, Rocky Nilson, Gustavo Novello, Silvio Furmanski, Andrés Calamaro e Cachorro López.
- Apesar de obter trilha própria, a novela também tinha canções de outros artistas locais (argentinos) e internacionais. Uma curiosidade: em um dos episódios da primeira temporada a personagem Mía Colucci (Luisana Lopilato) dança a música Explosão, do grupo baiano Tchakabum.
- Duas canções interpretadas pelo grupo Erreway são regravações de canções compostas por Cris Morena. Eis elas: Dos Segundos e Vale la Pena. Estas canções faziam parte da novela Verano del '98.
- Várias canções interpretadas pelos protagonistas e elenco não estão nos álbuns lançados durante o período de exibição da novela na Argentina. Eis elas: Dos Segundos, interpretado por Benjamín Rojas, Coulette Sexy, interpretado por Luisana Lopilato e Camila Bordonaba, Donde Estás Princesa, interpretado por Felipe Colombo, e No Soy Así, interpretado por Victoria Maurette (Vico). Algumas dessas canções foram lançadas anos depois em um álbum ao vivo chamado Erreway en Concierto, lançado exclusivamente na Espanha.

## DVD
- DVD Rebelde Way 1ª Temporada

O 1º DVD foi lançado em Setembro de 2006 com 19 capítulos (5 DVDs). Nos meses seguintes foram lançados mais 10 packs, lançados um a cada mês, com 11 capítulos (3 DVDs). Em Dezembro de 2006 foi lançado uma edição especial com o 1º ao 3º pack (Setembro a novembro), totalizando 43 episódios. Junto com o pack, continha o DVD do filme "Erreway: 4 Caminos", um estojo, uma camisa e cartões. Os packs foram sendo lançados até Julho, quando se completou a 1ª temporada. O preço de cada um, estava entre 15 e 20 Euros, e o primeiro 25. Em cada pack vinha de bônus cartões da novela. No final de novembro de 2007 foi lançado dois packs, contanto o 1º 17 DVDs e o 2º com 18 DVDs, cada um custando 50 Euros.
Não se tem informações se será lançada a 2ª temporada.

## Exibição internacional
| Ano       | País                 | Língua    | Emissora              | Título                       |
| --------- | -------------------- | --------- | --------------------- | ---------------------------- |
| 2006—2008 | Alemanha             | Alemão    | Nickelodeon           | Rebelde Way – Leb dein Leben |
| 2005—2006 | Albânia              | Albanês   | Shijak TV             | Rebelët                      |
| 2006      | Áustria              | Alemão    | ORF 1                 | Rebelde Way – Leb dein Leben |
| 2006—2007 | Bósnia e Herzegovina | Bósnio    | OBN                   | Buntovnici                   |
| 2005—2006 | Chile                | Espanhol  | La Red                | Rebelde Way                  |
| 2005—2006 | Chile                | Espanhol  | Telecanal             | Rebelde Way                  |
| 2006—2007 | Chipre               | Grego     | ΑΝΤ1                  | Ανυπότακτες Καρδιές          |
| 2009—2010 | Estados Unidos       | Espanhol  | Latele Novela Network | Rebelde Way                  |
| 2008—2009 | Filipinas            | Filipino  | TV5                   | Rebelde                      |
| 2002—2003 | Geórgia              | Georgiano | Rustavi 2             | მეამბოხე სულები              |
| 2005—2007 | Grécia               | Grego     | ERT1                  | Ανυπότακτες Καρδιές          |
| 2004—2005 | Indonésia            | Idonésio  | Indosiar              | Rebelde Way                  |
| 2003—2013 | Itália               | Italiano  | Canale Italia         | Rebelde Way                  |
| 2003—2013 | Itália               | Italiano  | Fox Kids              | Rebelde Way                  |
| 2003—2013 | Itália               | Italiano  | Rai 2                 | Rebelde Way                  |
| 2003—2013 | Itália               | Italiano  | Rai Gulp              | Rebelde Way                  |
| 2008—2010 | México               | Espanhol  | ZAZ                   | Rebelde Way                  |
| 2003—2004 | República Dominicana | Espanhol  | Tele Antillas         | Rebelde Way                  |
| 2005      | Romênia              | Romeno    | TVR 2                 | Rebelii                      |
| 2004      | Ucrânia              | Ucraniano | Novyi Kanal           | Буремний Шлях                |
| 2003—2004 | Uruguai              | Espanhol  | Teledoce              | Rebelde Way                  |

## Versões
Em três das cinco versões de Rebelde Way realizadas ao redor do mundo, a história ganhou mais dois protagonistas além daqueles da argentina. Os personagens Luna Fernandez e Guido Lassen da versão original ganharam maior destaque e novas histórias se tornando, também, personagens principais nos remakes mexicano (Rebelde), chileno (Corazón Rebelde) e brasileiro (Rebelde). Como consequência, as respectivas bandas eram sextetos ao invés de quartetos. 
A versão brasileira foi a versão que mais sofreu alterações no roteiro original, usando apenas a base principal das personagens mudando extremamente a história.
Em 1º de março de 2021, a Netflix anunciou o início de produção da sua versão de Rebelde Way. A série estreou em janeiro de 2022, usando como base o remake mexicano produzido pela Televisa e promovendo uma continuação da história, com novos alunos no colégio.

## Adaptações
- Os nomes dos personagens podem sofrer alterações em algumas adaptações.

| Telenovela                   | Mía Colucci        | Marizza Pía Spirito | Manuel Aguirre    | Pablo Bustamante          |
| ---------------------------- | ------------------ | ------------------- | ----------------- | ------------------------- |
| Rebelde Way (2002-03)        | Luisana Lopilato   | Camila Bordonaba    | Felipe Colombo    | Benjamín Rojas            |
| Rebelde (2004-06)            | Anahí              | Dulce María         | Alfonso Herrera   | Christopher von Uckermann |
| Remix (2004-06)              | Shweta Gulati      | Priya Wal           | Karan Wahi        | Raj Singh Arora           |
| Rebelde Way (2008-09)        | Joana Anes         | Joana Alvarenga     | Nelson Antunes    | Tiago Barroso             |
| S.O.S Corazón Rebelde (2009) | Luciana Echeverria | Denise Rosenthal    | Ignacio Garmendia | Augusto Schuster          |
| Rebelde (2011-12)            | Sophia Abrahão     | Lua Blanco          | Micael Borges     | Arthur Aguiar             |

### Versões canceladas
Informações de versões canceladas tiradas do livro Segredo Rebelde:
- 2003:  Rebelde Way (também referida como Os Rebeldes ou Grandes Jovens)
- 2009:  Via Rebelle
- 2009:  Rebel Days[27]